# Myosorex
A Myosorex az emlősök (Mammalia) osztályának Eulipotyphla rendjébe, ezen belül a cickányfélék (Soricidae) családjába és az afrikai fehérfogú cickányok (Myosoricinae) alcsaládjába tartozó nem.
Alcsaládjának a típusneme.

## Előfordulásuk
A Myosorex-fajok kizárólag a Szahara alatti Afrikában fordulnak elő.

## Rendszerezés
A nembe az alábbi 19 élő faj tartozik:
- Myosorex babaulti Heim de Balsac & Lamotte, 1956
- Myosorex blarina Thomas, 1906
- Myosorex bururiensis Peterhans & Hutterer, 2011
- Myosorex cafer (Sundevall, 1846)
- biokói őscickány (Myosorex eisentrauti) Heim de Balsac, 1968
- Myosorex geata (G. M. Allen & Loveridge, 1927)
- Myosorex gnoskei Peterhans et al., 2008
- Myosorex jejei Kerbis Peterhans, J.C. et al. 2010
- Myosorex kabogoensis Peterhans & Hutterer, 2013
- Myosorex kihaulei Stanley & Hutterer, 2000
- Myosorex longicaudatus Meester & Dippenaar, 1978
- Myosorex meesteri Taylor et al., 2013
- bemanda-fennsíki őscickány (Myosorex okuensis) Heim de Balsac, 1968
- rumpi-hegységi őscickány (Myosorex rumpii) Heim de Balsac, 1968
- itombwe-hegységi őscickány (Myosorex schalleri) Heim de Balsac, 1966
- Myosorex sclateri Thomas & Schwann, 1905
- Myosorex tenuis Thomas & Schwann, 1905
- erdei őscickány (Myosorex varius) (Smuts, 1832) - típusfaj
- Myosorex zinki Heim de Balsac & Lamotte, 1956